# Potentiel hydrique
Ne doit pas être confondu avec Potentiel hydrogène.
Le potentiel hydrique est une variable physique homogène à une pression qui quantifie le niveau d'énergie des molécules d'eau d'une solution, autrement dit la "force" avec laquelle cette solution retient ses molécules d'eau. Elle a été conçue par des physiologistes pour modéliser les transferts d'eau entre différentes solutions séparées par des membranes. L'eau ne quitte une solution pour une autre que si le potentiel hydrique de la seconde solution est inférieur à la première.
Plus la solution est concentrée en substances dissoutes, et plus son potentiel hydrique est bas.

## Utilité
En physiologie végétale le potentiel hydrique permet de déterminer le sens des échanges hydriques entre :
- différentes parties de la plante (organes, cellules...).
- le sol et la plante.
- la plante et l'atmosphère.

En effet, l'eau circule toujours des potentiels hydriques les plus élevés vers les potentiels hydriques les plus bas (convention de signes).

## Composantes
Le potentiel hydrique des plantes représente l'énergie résultante des forces osmotiques, de turgescence, capillaires...
Selon la formule : 
{\displaystyle \Psi =P+\pi +\tau +\rho }
Avec : 
- P le potentiel hydrostatique (pression de turgescence). P est égal à 0 à la pression atmosphérique. P est dû à la présence de la paroi (cellules végétales) et à la pression du contenu intracellulaire (donc P supérieur à la pression atmosphérique). Le potentiel hydrostatique a une valeur comprise généralement entre 3 et 8 bars.

- π le potentiel osmotique. π est égal à 0 dans l'eau pure, il sera toujours de valeur négative dans les cellules végétales. π traduit la présence de substances dissoutes. On peut définir la pression osmotique comme étant égale à la valeur absolue du potentiel osmotique que divise le volume du compartiment (le potentiel est une grandeur énergétique qui s'exprime en joules). Par analyse dimensionnelle, si l'on se souvient par exemple que {\displaystyle PV=nRT} est homogène à des joules ({\displaystyle -PdV} étant l'expression du travail élémentaire. R la constante universelle des gaz parfaits, T la température en Kelvin), on comprend que la pression est homogène à des joules par unité de volume (en unité SI, des m3)). Il est alors possible de mesurer (avec un osmomètre) la concentration des solutés dans une cellule. Si elle augmente, la pression osmotique va augmenter et le potentiel osmotique diminuer.

- τ le potentiel matriciel. Ce potentiel correspond aux forces de rétention exercées par la matrice (forces d'imbibition et de capillarité). τ est inférieur à 0.

- ρ le potentiel gravitationnel. ρ est ≥0 si la hauteur de la plante dépasse les 10 mètres (arbres).

## Exemples
Quelques valeurs de potentiel hydrique :
- 5 bars : bulbes de betteraves sucrières
- 7 bars : bulbes d'oignons, racines de carottes, feuilles d'épinard.
- 30 bars : mésophytes (plantes nécessitant un biotope modérément humide).
- 50 à 100 bars : cactées, crassulacées (peu de pertes d'eau en milieu aride).